# بايرن ميونخ موسم 2014–15
كان موسم 2014–15 هو الموسم الـ116 لنادي بايرن ميونخ في تاريخ النادي والموسم الخمسين على التوالي في دوري الدرجة الأولى الألماني لكرة القدم، البوندسليغا، منذ ترقيتهم من دوري المنطقة الجنوبية في عام 1965. شارك بايرن في نسخ الموسم الحالي من بطولة كأس ألمانيا وكأس السوبر الألماني ودوري أبطال أوروبا. كان هذا هو الموسم العاشر لبايرن ميونخ في أليانز أرينا.